# Scorpaena papillosa
Scorpaena papillosa är en fiskart som först beskrevs av Schneider och Forster, 1801.  Scorpaena papillosa ingår i släktet Scorpaena och familjen Scorpaenidae. Inga underarter finns listade i Catalogue of Life.